# 項襄
項 襄（こう じょう、? - 紀元前170年）は、秦末から前漢初期にかけての武将。項羽の一族で、項伯・項它らと共に項羽死後も生き残り、劉姓に改姓して漢の列侯に封ぜられた。

## 生涯
高祖2年（紀元前205年）に龍且・項它と共に漢軍の曹参・灌嬰と定陶やその南で戦うが敗北し、灌嬰に捕えられる。漢に降伏し、以後客将として灌嬰の軍に付き従った。
高祖11年（紀元前196年）、官職が大謁者のときに淮南王英布の反乱鎮圧に尽力し、劉姓を与えられ千戸の『桃侯』に封ぜられた。また淮南太守に任じられた。
恵帝7年（紀元前188年）、罪を得て爵位を失ったが、少帝2年（紀元前186年）、再び桃侯に封ぜられた。
文帝10年（紀元前170年）、死去し、『安侯』と贈り名された。

## 子孫
子の劉舎が継いだ。劉舎は景帝の時代に丞相にまで登った。
劉舎は武帝の建元2年（紀元前139年）に死に、『懿侯』と贈り名された。
子の劉由が継ぎ、武帝の元朔2年（紀元前127年）に死に、『厲侯』と贈り名された。
子の劉自為が継いだが、武帝の元鼎5年（紀元前112年）、酎金律に反した罪により、封国を除かれた。
しかし、宣帝の元康4年（紀元前62年）、劉襄の六代目の子孫にあたる劉益寿が家名再興を許された。